# Aulacophora medioflava
Aulacophora medioflava is een keversoort uit de familie bladkevers (Chrysomelidae). De wetenschappelijke naam van de soort werd in 1924 gepubliceerd door Arthur Mills Lea.